# Basílica de San Ignacio de Loyola (Pamplona)
La Real Basílica de San Ignacio de Loyola, junto a la Iglesia de San Ignacio (PP. Redentoristas), construida entre 1924-1927, es un edificio religioso de la ciudad española de Pamplona levantado en honor a Íñigo de Loyola (luego, San Ignacio) en el lugar donde se considera cayó herido en 1521. El edificio original, levantado entre 1653 y 1661 por el conde de Santesteban, Diego de Benavides, tuvo que ser retranqueado durante la construcción del Segundo Ensanche de Pamplona, en 1927, dejando fuera del templo el simbólico lugar donde cayó el santo. Actualmente «es el único edificio con gran parte de su exorno de la Compañía de Jesús en Pamplona.»

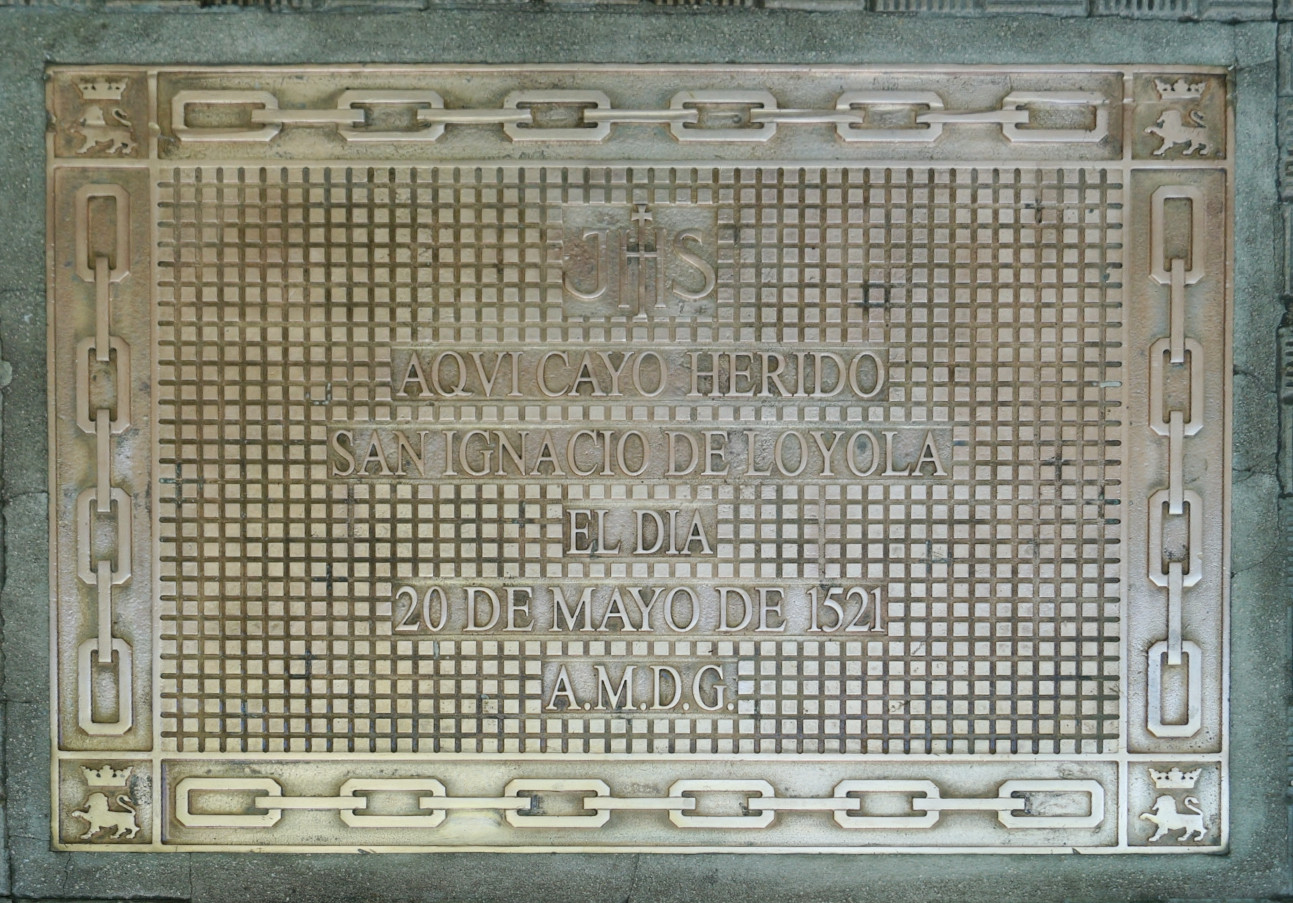
Placa conmemorativa situada en la acera delante de la puerta de acceso. A.M.D.G

## Contexto histórico
Juan de Cardona y Requesens, siendo 1601 virrey de Navarra, ordenó levantar una inscripción conmemorativa en el lugar donde tuvieron lugar los sucesos de 1521. La vetus inscriptio, actualmente conservada en la Cámara de Comptos de Navarra, decía según menciona el Padre Moret:

BEATUS IGNATIUS DE LOYOLA NOBILIS GUIPUZCOANUS, GALLORUM OBSIDIONE SINGULARI VIRTUTE SUSTENTA, IN HUIUS CASTRI PROPUGNATIONE IN UTRAQUE TIBIA VULNERE ACCEPTO, CECIDIT MORIBUNDUS: DIVINITUS TAMEN CONFIRMATUS DIGNOS EGIT PÆNITENTÍÆ FRUCTUS, ET UNIVERSO FERE TERRARUM ORBE RELUCTANTE, SED FAVENTE NUMINE, EREXIT RELIGIONEM SOCIETATIS lESU MAGNO ECLESlÆ BONO. 

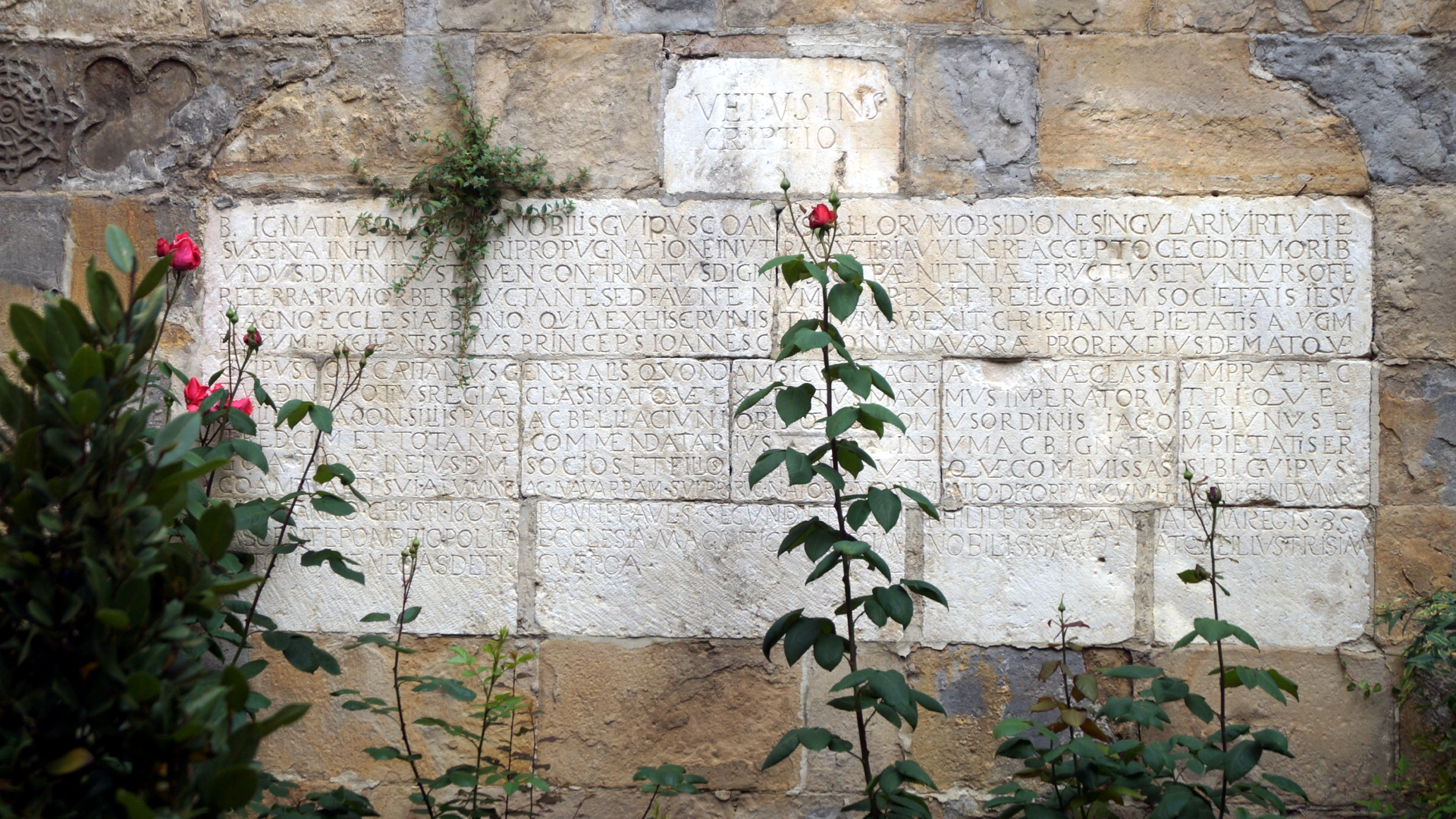
Vetus inscriptio (Cámara de Comptos de Navarra).

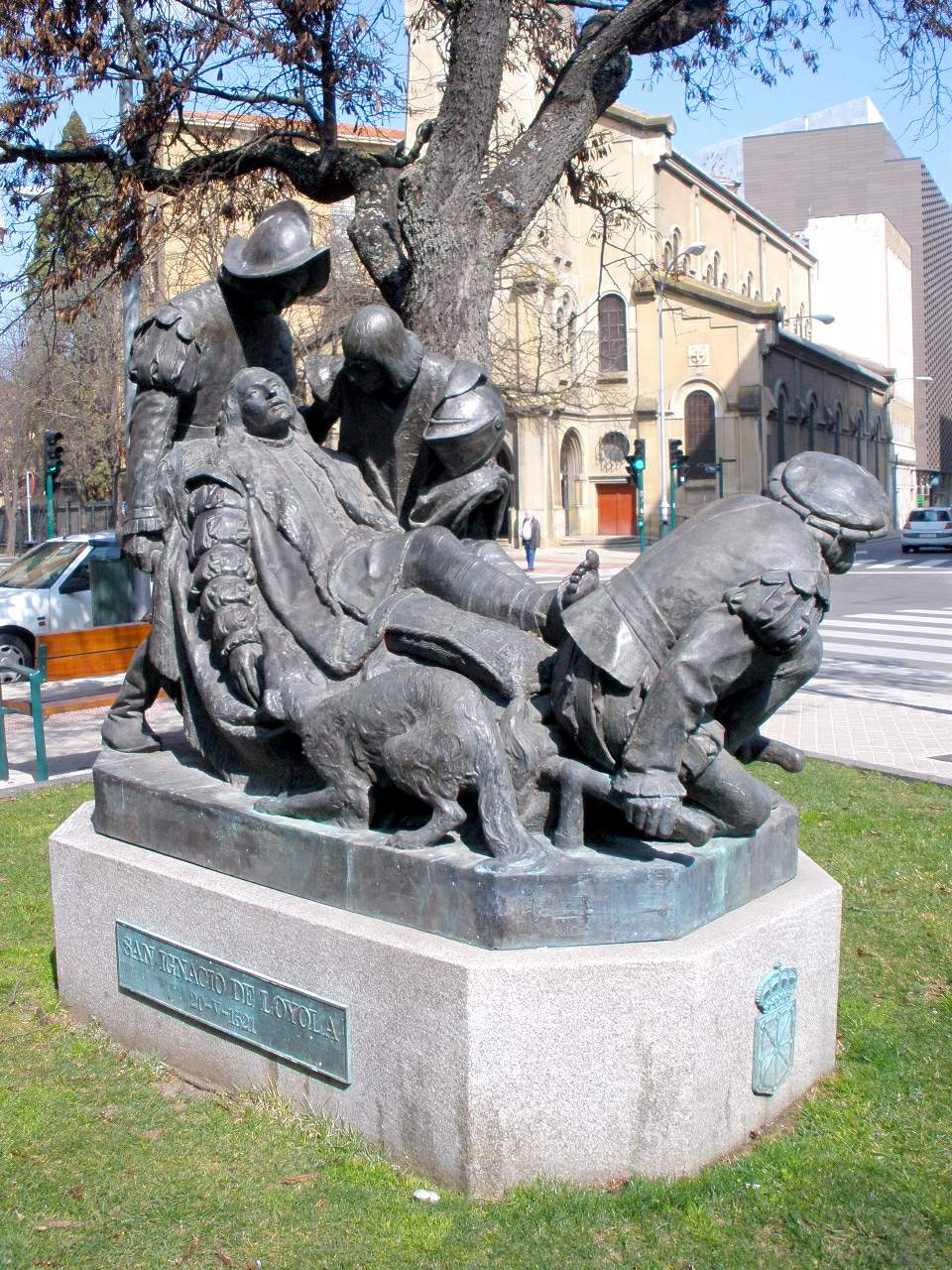
Monumento a Ignacio de Loyola en Pamplona. Al fondo se observa la iglesia

QUIA EX HISCE RUINIS TANTUM SURREXIT CHRISTIAN E PIETATIS AUGMENTUM, EXCELLENTISSIMUS PRINCEPS JOANNES CARDONA NAVARRÆ PROREX, ElUSDEM ATQUE GUIPUZCOÆ CAPITANEUS GENERALIS, QUONDAM SICULÆ AC NEAPOLITANÆ CLASSIUM PRÆFECTUS, DEINDE TOTIUS REGIÆ CLASSIS ATOUE EXERCITUS MAXIMUS IMPERATOR, UTRIQUE PHILIPPO A CONSILIIS PACIS AC BELLI, AC lUNIORIS ÆCONOMUS, ORDINIS JACOBÆI, UNUS E TREDECIM, ET TOTANÆ COMMENDATARIUS, IN DEUM, AC BEATUM IGNATlUM PIETATIS ERGO, ATQUE IN EIUSDEM SOCIOS, ET FILIOS AMORIS, UTQUE COMMISSAS SIBI GUIPUZCOAM TANTI SUI ALUMNI, AC NAVARRAM SUI PROPUGNATORIS MONUMENTO DECORET, ARCUM HUNC ERIGENDUM CURÁVIT ANNO CHRISTI MILESSIMO SEXCENTESIMO PRIMO, P0NTIFICATUS PAULI V. SECUNDO, ET REGNI PHILIPI III. HISPANIARUM REGIS OCTAVO, PASCENTE POMPEIOPOLITANAM ECCLESIAM MAGNIFICENTISSIMO, NOBILISSIMO, AC ILLUSTRISSIMO ANTONIO VENEGAS DE FIGUEROA.

El bienaventurado Ignacio de Loyola, noble guipúzcoano, tras resistir con singular virtud el asedio de los galos (franceses), en cuya defensa de esta fortaleza fue herido en ambas piernas, cayó moribundo; confirmado también digno de los divinos frutos de la penitencia, y a regañadientes de casi todo el mundo, pero con el favor de Dios, estableció la Sociedad de Jesús para la grandeza de la Iglesia. 

Puesto que de estas ruinas tanto resucita el cristiano y aumenta la piedad, el excelentísimo príncipe Juan Cardona, virrey de Navarra, así como capitán general de ella y de Guipúzcoa, antes almirante de las flotas siciliana y napolitana y luego de toda la flota real, y comandante máximo del ejército, consejero de paz y guerra de ambos Felipes, así como ecónomo del joven, uno de los trece de la Orden de Santiago, y Comendador de Totana, [motivado] en la piedad de Dios y el beato Ignacio y el amor de sus compañeros e hijos y para que se encomiende a Guipúzcoa a sus discípulos y decorar Navarra con el monumento de su defensa, procuró la construcción de este arco en el año de Cristo de mil seiscientos uno, segundo de pontificado de Paulo V y octavo del reinado de Felipe III, rey de las Españas, siendo el pastor de la Iglesia Pamplonesa el magnífico, nobilísimo e ilustrísimo Antonio Venegas de Figueroa.

Continuando informando José Moret:

«Así estuvo muchos años, hasta que el Excmo. Sr. Conde de Santisteban pasó del virreinato de Navarra al del Perú, y su gran devoción, señalada en otras demostraciónes de ingenio y de piedad para con eí Santo, teniendo por corta la memoria que dejaba en Pamplona, movió los ánimos de los PP. Jesuítas de aquella provincia á enviar un buen socorro para que en sitio tan memorable se le edíficase una basílica decente. Ella se comenzó luego. Pero habiéndose gastado toda la cantidad en poco más de los cimientos, por su excesiva profundidad en el foso arrasado del castillo viejo, paró del todo la obra. Volvióse á ella muchos años después, y con toda brevedad se concluyó con alguna mayor extensión, metiéndose dentro !a ínscrípcíon antigua.

»Acabada en esta forma la basílica, se procedió inmediatamente á su dedicación que, según el ritual, se ejecutó por orden del Iltmo. Sr. Obispo D. Toribio Míer, y aquel mismo día, que fue 1.° de octubre de 1694, se celebró en ella la primera misa.»
José Moret, Anales del Reino de Navarra, tomo VII, lib. XXXVI, cap. III, pp. 412-413 (ed. Tolosa, 1891)

## Construcción

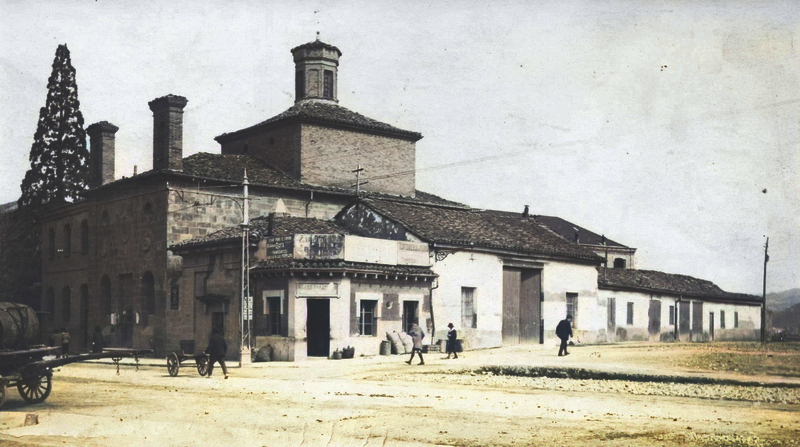
Vista de la basílica de San Ignacio (1924). Foto de Aquilino García Deán (Archivo Municipal de Pamplona). Obsérvese a la izquierda despuntar la secuoya del Palacio de la Diputación Foral de Navarra.

El edificio, construido entre 1668 y 1694 en dos fases condicionado por la falta de financiación.

### Primera fase (1668-1672)
El cantero Pedro Azpíroz, junto a su cuadrilla junto al cantero Gaspar López Azpíroz, autor de la fachada de los Carmelitas. Estos trabajos se realizaron bajo la supervisión del jesuita Alonso Gómez, que había diseñado una planta longitudinal. Durante esta fase se levanta la fachada con un coste de casi 30.000 reales.

### Segunda fase (1692-1693)
Para esta fase los trabajos los realizó Francisco de Iztueta realizando las tareas de supervisión Diego Castellanos. El coste llegó a unos 4.500 reales.

### Inauguración (1694)
Gracias a que se ha conservado el sermón del día se sabe con exactitud que fue inaugurado el 13 de octubre de 1694.

### La construcción del Segundo Ensanche (1920-1927)
La nave fue retranqueda en 1927 para lo cual fue necesario desmontar la fachada para alinearla con la nueva iglesia diseñada por Serapio Esparza Huici e inaugurada el 25 de marzo de 1927.

## El edificio

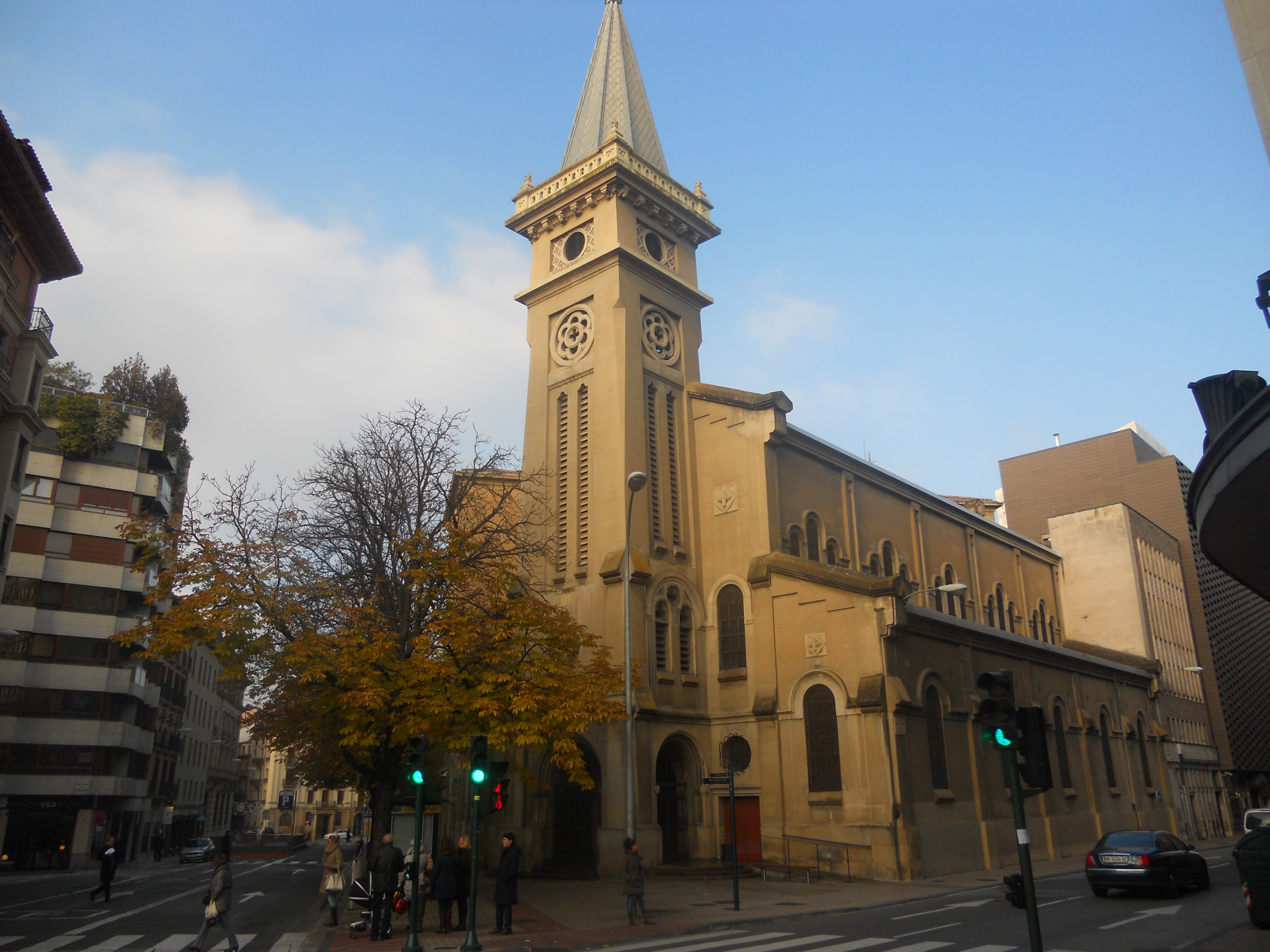
Iglesia de San Ignacio (1927) levantada junto a la basílica (edificio a su derecha)

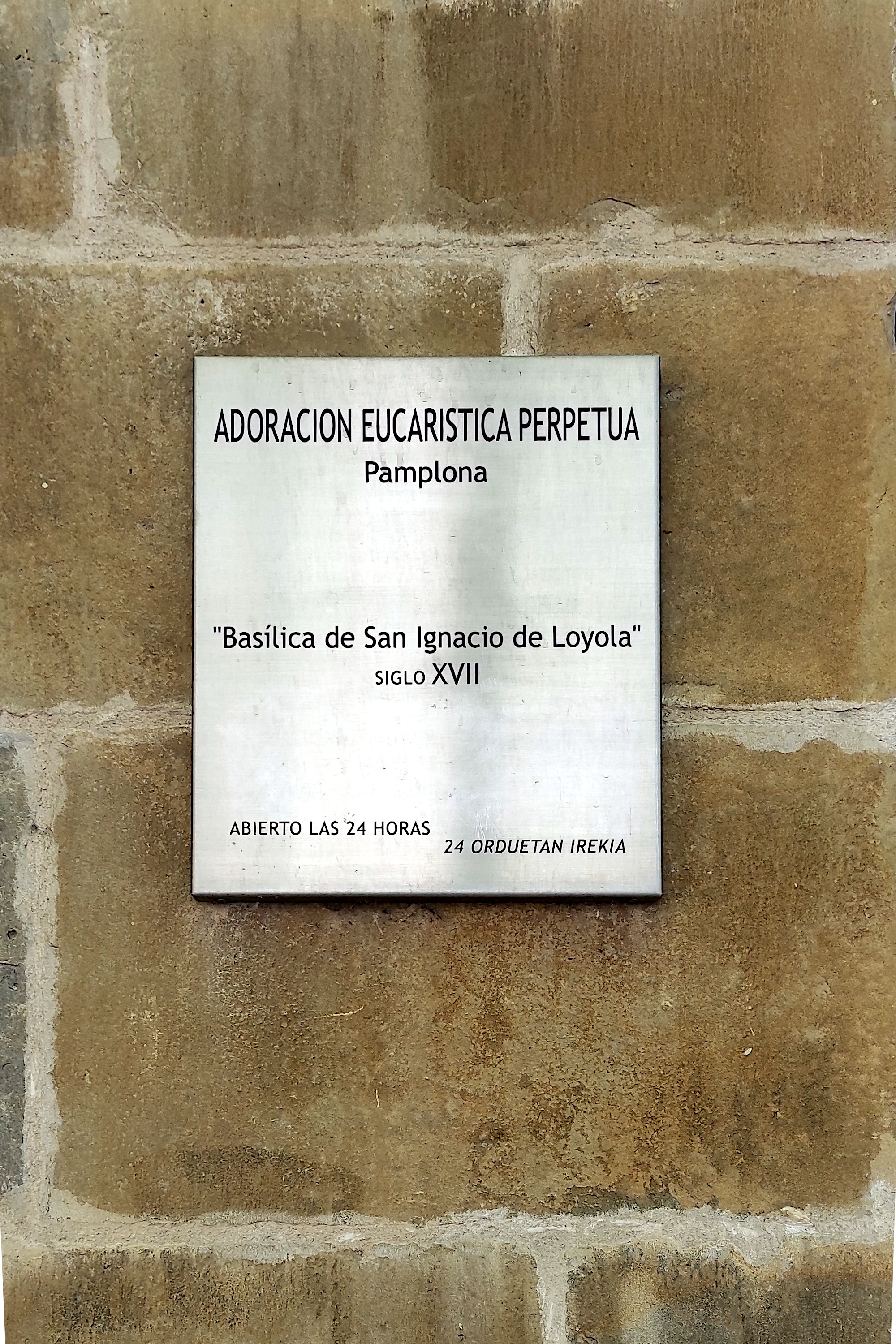
Adoración eucarística perpetua (Basílica de San Ignacio de Loyola)

### Descripción
En la Guía del viajero en Pamplona (1904) de Mariano Arigita (como Fernando de Alvarado), se describe con las siguientes palabras:

Está situada cerca de la muralla y puerta de San Nicolás al SO., junto al jardín de la Diputación, en el sitio mismo donde estuvo el castillo. Recuerda este edificio la resistencia que hizo su guarnición, fiel al rey D. Carlos I, en 1521, á las órdenes del caballeroso guipuzcoano D. Iñigo ó Ignacio de Loyola contra la tentativa del ejército enviado por D. Enrique de Labrit para recuperar el reino de Navarra bajo el mando del Sr. de Asparrot. En el primer ímpetu de la artillería quedó herido Loyola en ambas piernas, y, cayendo al foso, fué recogido y curado por sus enemigos, levantándose después, cual otro Saulo, para convertirse en adalid fortísimo de la milicia de Jesucristo, al frente de la ínclita Compañía de Jesús. Para conmemorar este acontecimiento, el virrey Don Juan de Cardona levantó en dicho lugar un arco, el año 1601, con una inscripción. Así permaneció hasta que, hallándose de virrey de Navarra el Conde de Santisteban, que después pasó al Virreinato del Perú, estimuló a los PP. Jesuítas á erigir esta iglesia, cuyas obras terminaron en 1694. En 10 de Octubre, con orden del Obispo de Pamplona, D. Toribio de Mier, se procedió á su dedicación, celebrándose la primera misa, en la que predicó un notable sermón el P. Jacinto de Aranaz, carmelita, asistiendo el Cabildo Catedral, el virrey D. Baltasar de Zúñiga y Guzmán, Marqués del Valero, la nobleza de Pamplona y toda la guarnición de la plaza. La iglesia ofrece poco de notable en su arquitectura, lo mismo que su fachada, en la cual campean trofeos militares. Ocúpanla los PP. Redentoristas desde el año 1891, por concesión del Obispo de Pamplona, D. Antonio Ruiz-Cabal y Rodríguez; en 1903 se ha agrandado el edificio de la residencia, por ser incapaz el antiguo para este objeto. Al entrar en el templo, á mano derecha, se ve en el muro incrustada la lápida que antes existía en el arco levantado por el virrey Cardona.
(Alvarado, 1904, pp. 63-64)

### Exterior
Por noticias del cronista Francisco de Alesón la fachada, «con forma de fortificación, con dos almenas-espadañas» parece que estar incompleta a falta de una escultura del santo titular de la basílica.
Se muestra sobre una puerta de acceso y un ventanal a cada lado de la puerta. Encima se observa un decorativo óvalo central realizado por Juan Miguel Goyenete en 1743 que debía contener en la parte central el monograma IHS. A modo de leyenda, se lee en latín el inicio del pasaje evangélico: 

«Nisi granum frumenti cadens in terra mortuum fuerit ipsum solum manet [; si autem mortuum fuerit, multum fructum affert.]»
Si el grano de trigo que cae en la tierra no muere, queda solo; pero si muere, da mucho fruto.Juan, 12, 24.

Exterior de la basílica
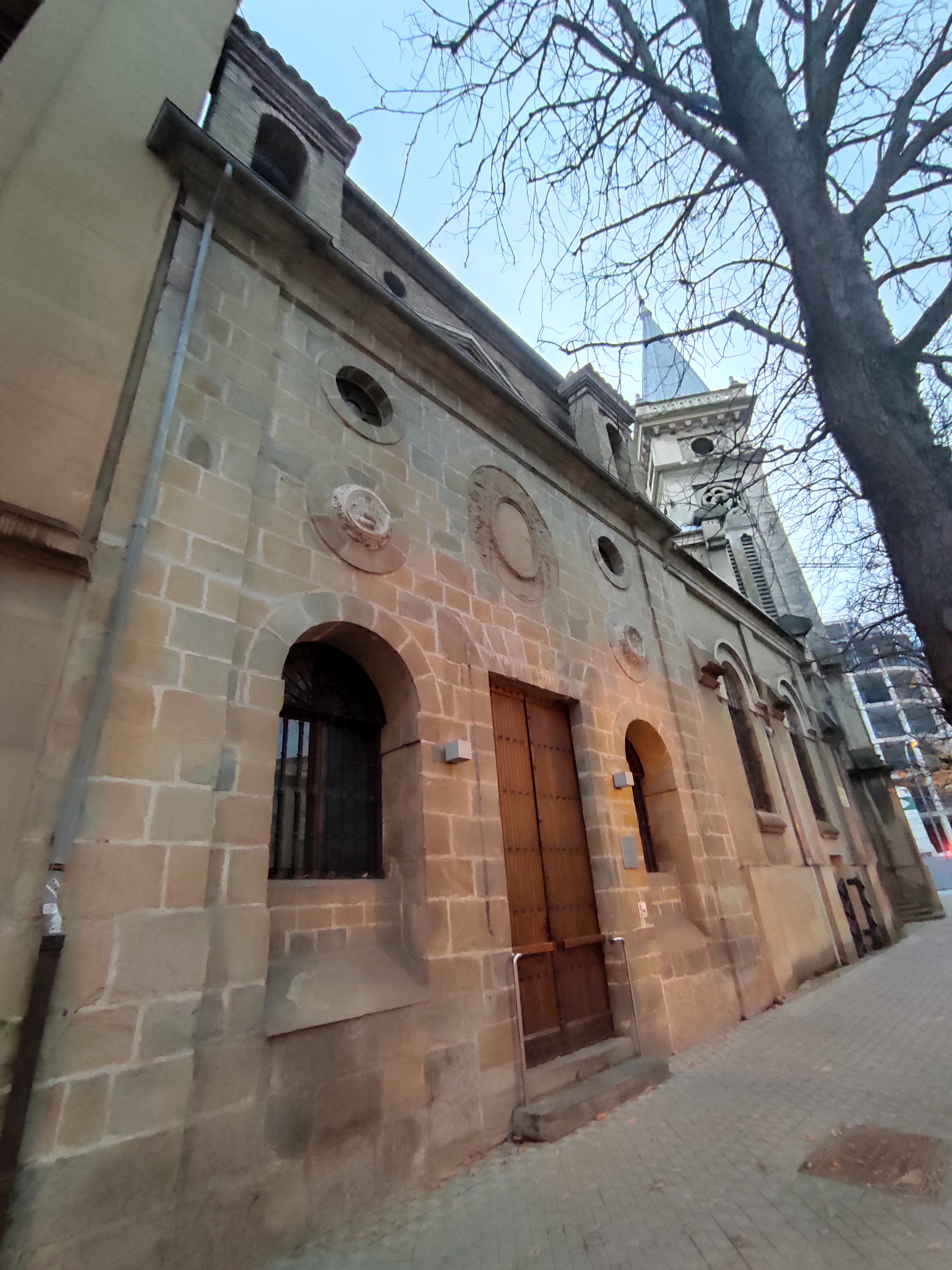
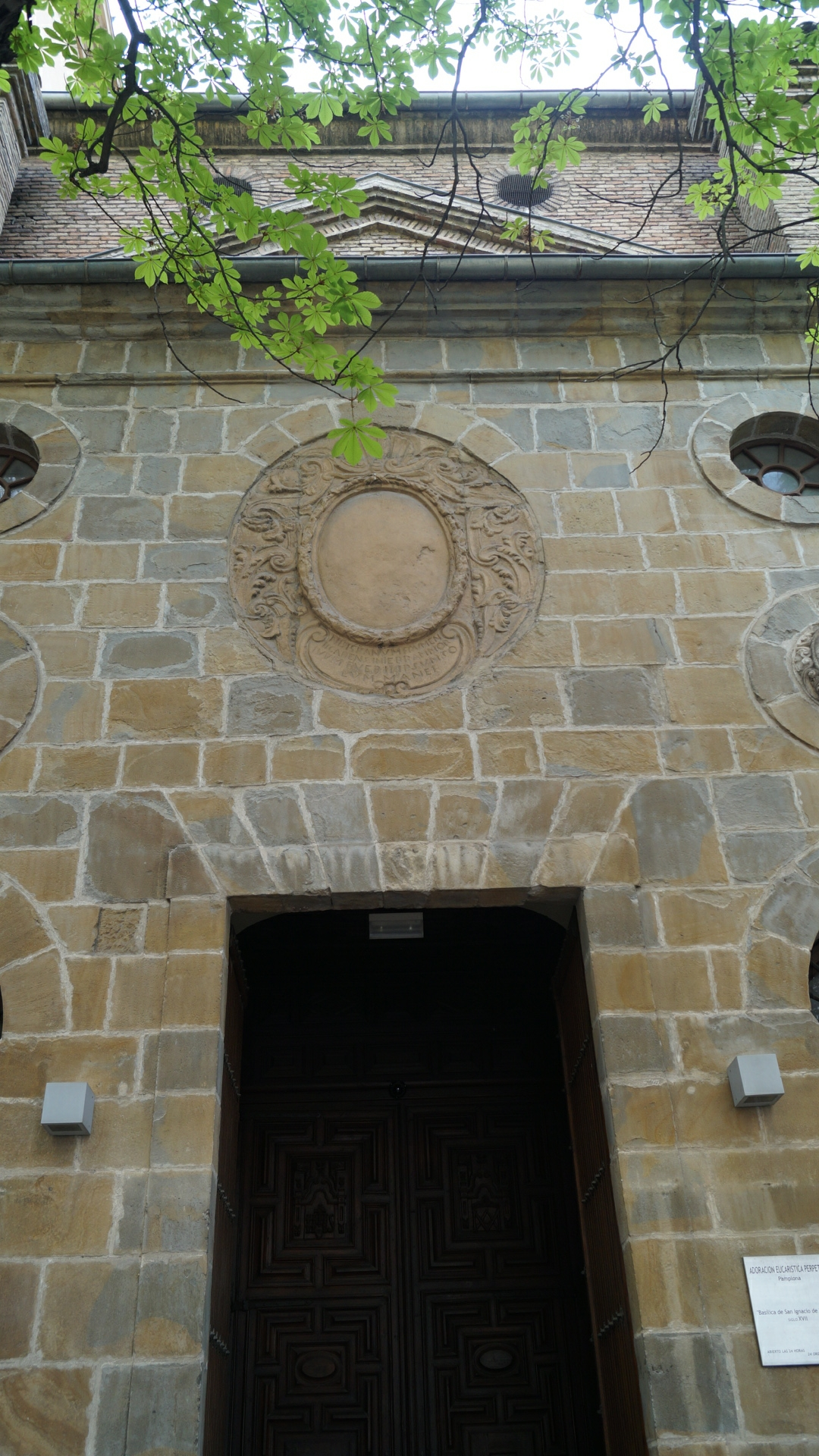
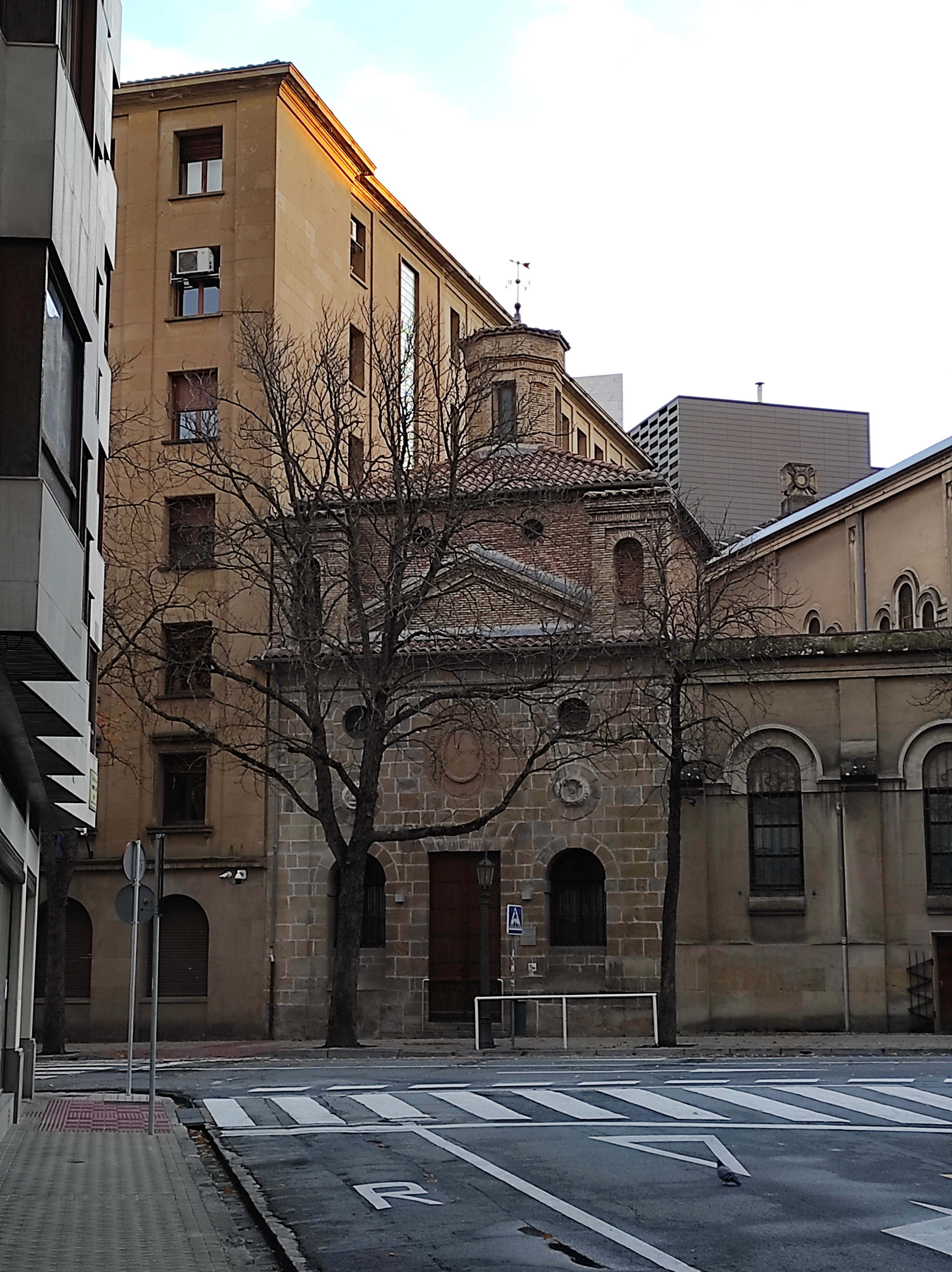

### Interior
El templo presenta una construcción sencilla, de nave única, mostrando en el interior una bóveda cubierta de «ricas yeserías, con rameados vegetales, realizadas en torno a 1720.» Las cuatro pechinas recogen escenas de la vida del santo:
- La aparición de San Pedro con sus dos llaves ante San Ignacio postrado en el lecho.
- La aparición de la Virgen con el Niño.
- Ignacio de Loyola con sotana escribiendo los Ejercicios en la Cueva de Manresa.
- Ignacio de Loyola velando armas en Montserrat.

Hay, además, una quinta escena en el medallón de la bóveda del tramo del altar donde se refleja el momento de la caída.
En la inauguración del edificio se colocó un primer retablo fechado entre 1630-1635 y que se mantuvo hasta 1727 en que se recibió otro que se había encargado en 1690. El primero se vendió a la parroquia de San Lorenzo de Azoz, donde actualmente se puede contemplar. Las escenas de ese primer retablo recogen el ciclo ignaciano de pinturas que Pedro de Ribadeneira publicó en la edición de 1610 realizada en Amberes con grabados de Jan Baptist Barbé «a partir de diseños atribuidos a Peter Paul Rubens», que tanta difusión lograron de la imagen institucional jesuita.

El retablo actual, acabado entre 1726-1727, fue promocionado por el duque de Granada de Ega y conde de Javier, Antonio de Idiáquez y Garnica y encargado a José Coral, un artista valenciano afincado en Pamplona donde mantuvo un taller activo entre 1717 y 1753 realizando retablos de otras iglesias como Huarte-Araquil, Ciáurriz o Larraga.

Interior de la basílica
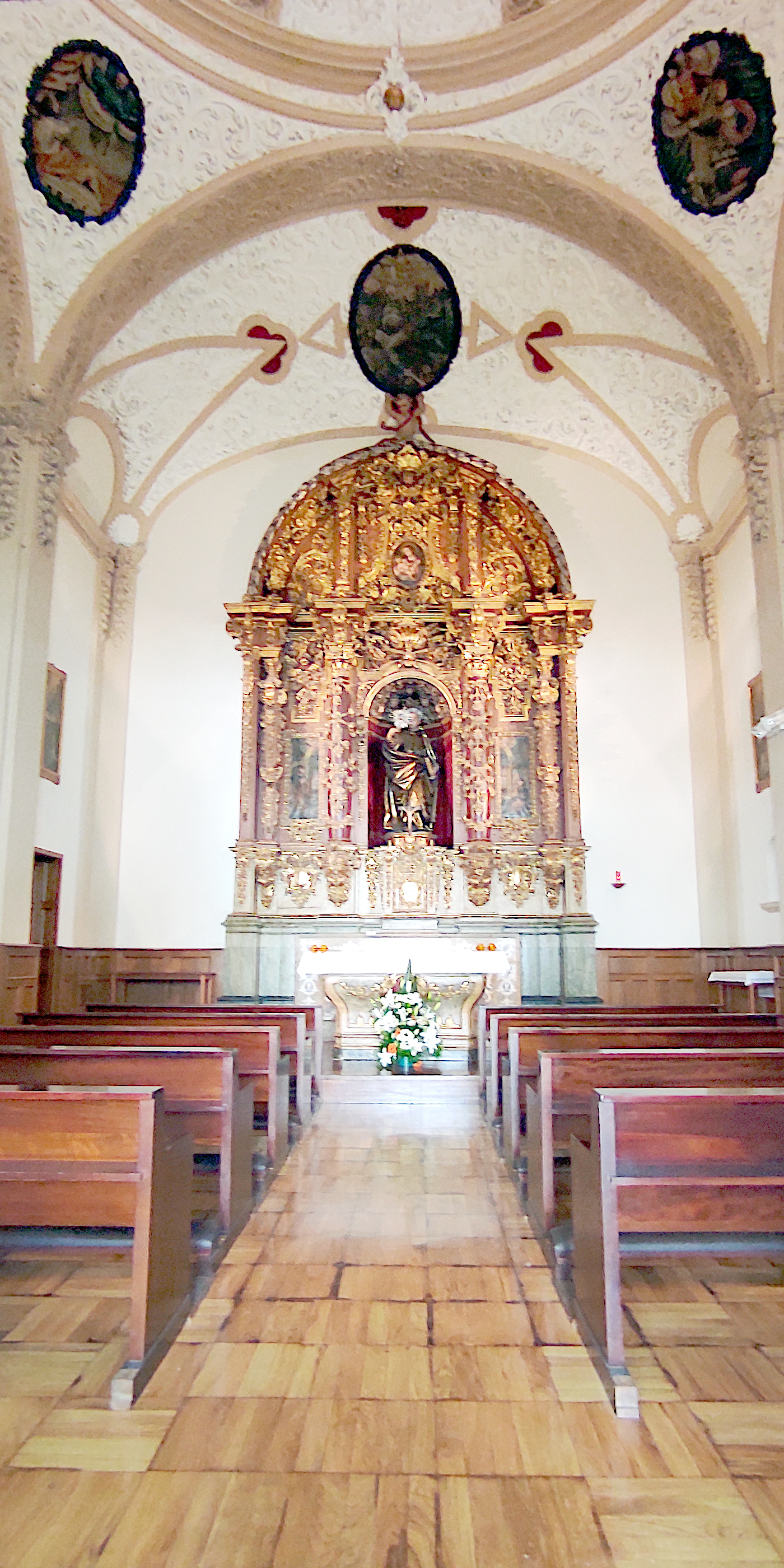
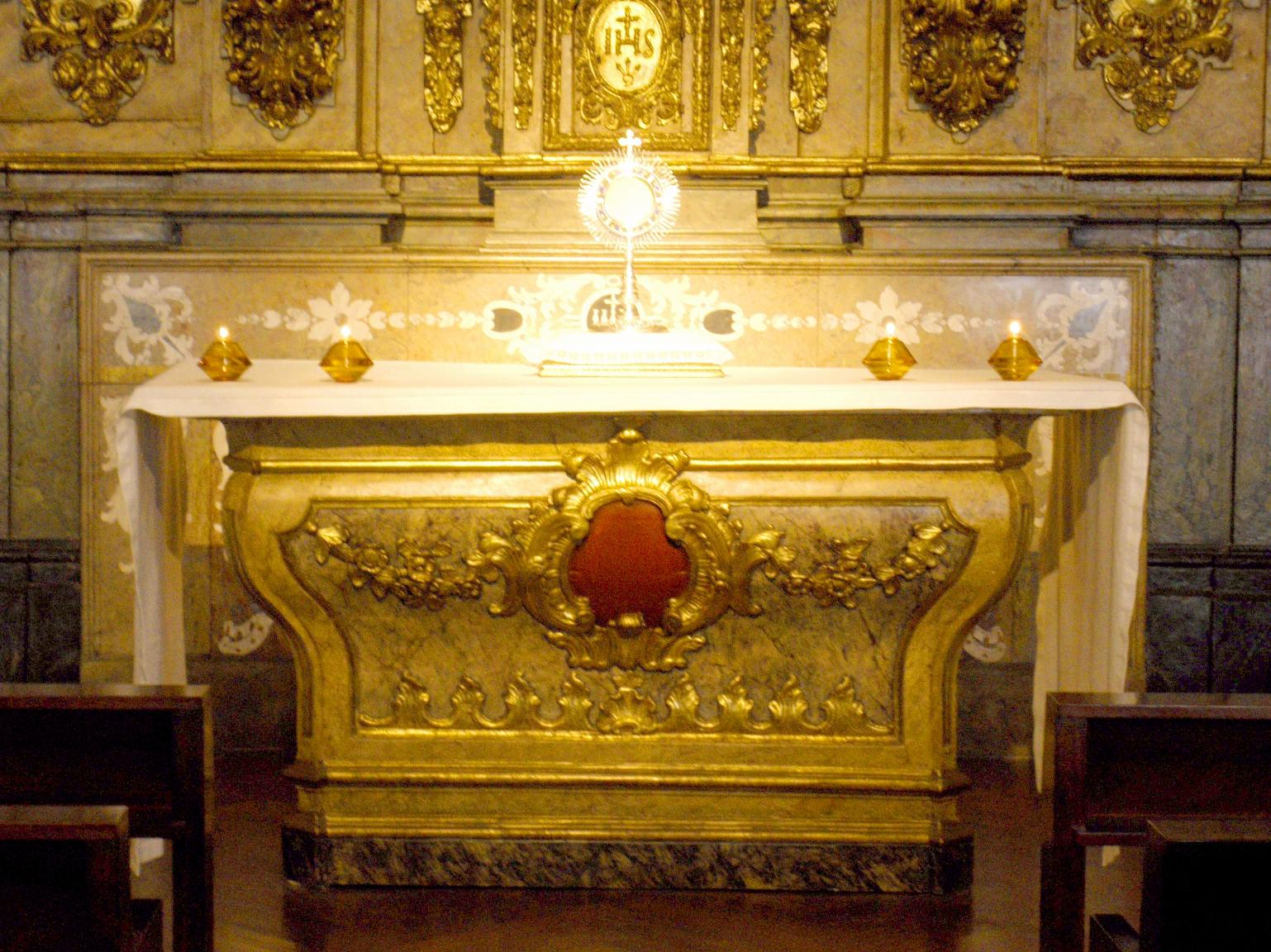
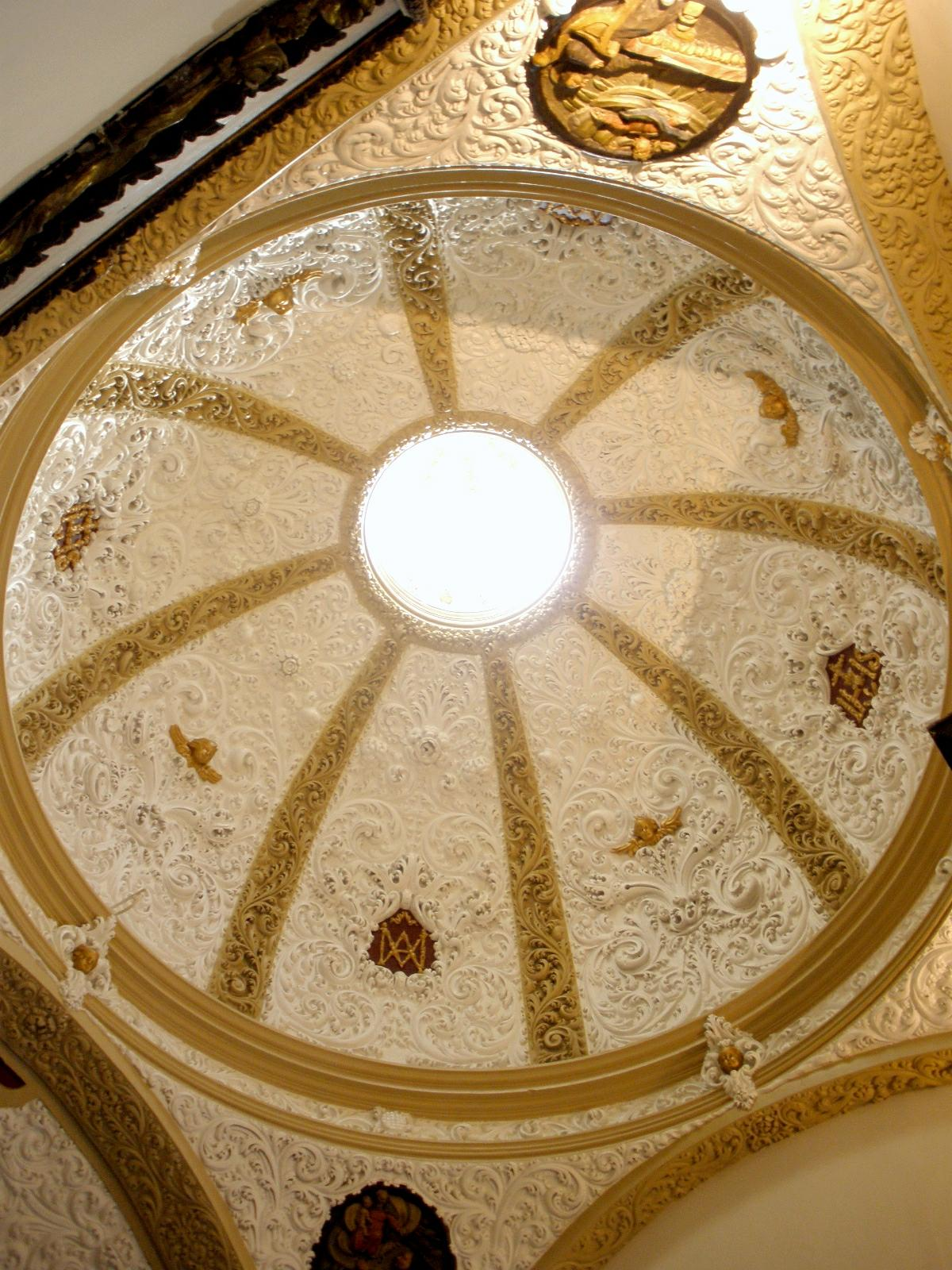
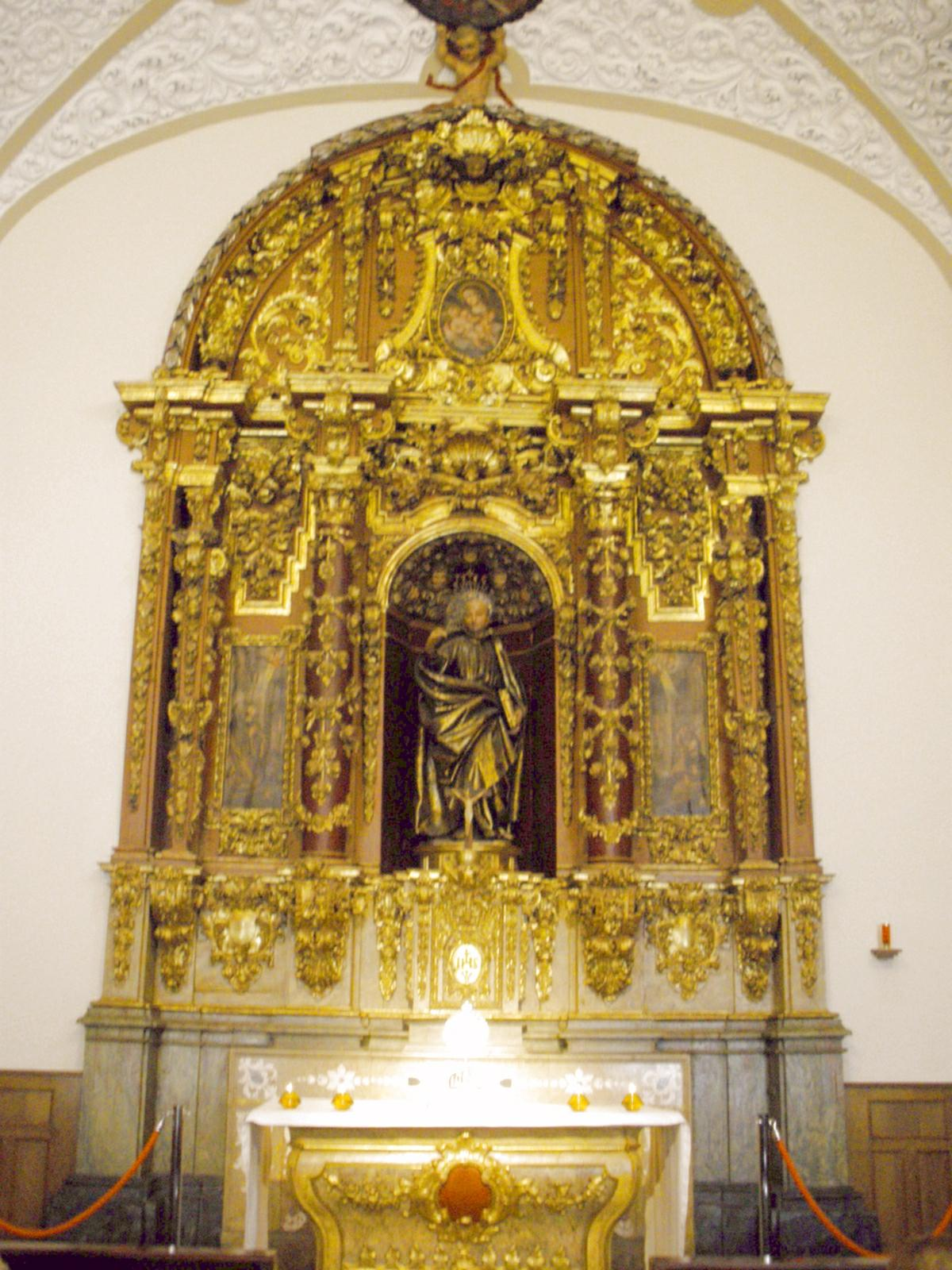

## Uso actual
En la actualidad, debido a sus reducidas dimensiones, se utiliza como Capilla de Adoración Eucarística Perpetua. La basílica, junto con la iglesia de San Ignacio, están adscritas de la parroquia de San Nicolás.